# Riserva biologica della Mata Escura
La riserva biologica della Mata Escura (in portoghese Reserva Biológica da Mata Escura) è una riserva biologica situata nello stato di Minas Gerais, in Brasile. Protegge uno dei pochi tratti rimasti di Foresta Atlantica e comprende al suo interno un mix unico di vegetazione che si sviluppa sulla sommità sabbiosa di alcune colline. I confini della riserva si sovrappongono a quelli di una comunità quilombo tradizionale, e questo crea un certo grado di conflitto, dal momento che si tratta di una riserva integrale dove qualsiasi attività umana è proibita.

## Geografia
La riserva biologica della Mata Escura copre parte dei comuni di Almenara (per l'1,4%) e di Jequitinhonha (per il 98,58%). Si estende su un'area di 50.872 ettari. Il terreno è costituito da alture pianeggianti incise dalle valli di alcuni corsi d'acqua. L'altitudine varia tra i 250 e i 1150 m. I corsi d'acqua, che hanno le proprie sorgenti al di sopra degli 850 m, sono tutti affluenti di sinistra del Jequitinhonha. Il torrente Córrego Labirinto alimenta la città di Jequitinhonha.
Per il 75% della sua superficie la riserva si sovrappone alla comunità quilombo di Mumbuca, dove vivono circa 81 famiglie.

## Storia
Nel 1999 un'équipe dell'Istituto Statale delle Foreste del Minas Gerais e dell'Università Federale del Minas Gerais visitò la regione con lo scopo di individuare gli ultimi lembi di Foresta Atlantica rimasti nel nord-est dello stato; questa ricerca era molto importante dal punto di vista conservativo, dal momento che gli ultimi frammenti rimasti di foresta potevano ospitare le ultime popolazioni selvatiche di leontocebo dalla testa dorata (Leontopithecus chrysomelas) e di cebo dal ventre dorato (Sapajus xanthosternos). Venne ipotizzata l'istituzione di una riserva di 20.500 ettari, ma non se ne fece niente. Nel 2002 furono condotti studi più dettagliati allo scopo di valutare le conseguenze ambientali dovute alla futura costruzione della stazione idroelettrica di Itapebi nello stato di Bahia.
La riserva biologica della Mata Escura è stata istituita con un decreto federale del 5 giugno 2003 con lo scopo di preservare le risorse naturali e la diversità biologica dell'area. La sua superficie totale, alla fine, risultò essere doppia rispetto a quella prevista. Secondo la Classificazione internazionale delle aree protette della IUCN, la riserva è un'area protetta di categoria Ia («riserva naturale integrale»). La sua amministrazione è affidata all'Istituto Chico Mendes per la conservazione della biodiversità (ICMBio). Il 6 dicembre 2006 il ministero dell'Ambiente ha iniziato uno studio per cercare di risolvere il problema collegato alle comunità umane che vivono all'interno della riserva. A tal scopo, il 17 dicembre 2008, è stato creato un apposito gruppo di lavoro. Il consiglio consultivo è stato creato il 28 maggio 2014.

## Flora e fauna
La riserva riceve in media 1000 mm di precipitazioni all'anno e la sua temperatura media è di 24 °C. Ospita uno degli ultimi tratti rimasti di Foresta Atlantica nel nord-est del Minas Gerais. La vegetazione comprende foreste semi-decidue stagionali, foreste decidue stagionali, foreste di altitudine e una caratteristica vegetazione prativa locale che cresce sui suoli sabbiosi della sommità di alcune colline. Quest'ultima può essere considerata come una via di mezzo tra una restinga e un prato di alta quota, con specie del gruppo delle bromeliacee miste a piccoli alberi, ciuffi di ciperacee, orchidacee e bromelie epifite.
La riserva ospita una grande varietà di specie rare di mammiferi, rettili e anfibi. Tra le specie a rischio di estinzione segnaliamo il murichi settentrionale (Brachyteles hypoxanthus), il tirannetto del Bahia (Phylloscartes beckeri) e il puma (Puma concolor). Gli uccelli sono rappresentati, tra gli altri, dall'aquilastore nero (Spizaetus tyrannus), dall'aquilastore ornato (Spizaetus ornatus), dalla poiana mantellata (Pseudastur polionotus), dal tinamo solitario (Tinamus solitarius), dal piha culcannella (Lipaugus lanioides) e dal parrocchetto guancebianche (Pyrrhura leucotis).